# Tubod (Lanao du Nord)
Pour les articles homonymes, voir Tubod.
Tubod est une ville de 2e classe, capitale de la province du Lanao du Nord aux Philippines.
Selon le recensement de 2010 elle est peuplée de 46 332 habitants.

## Barangays

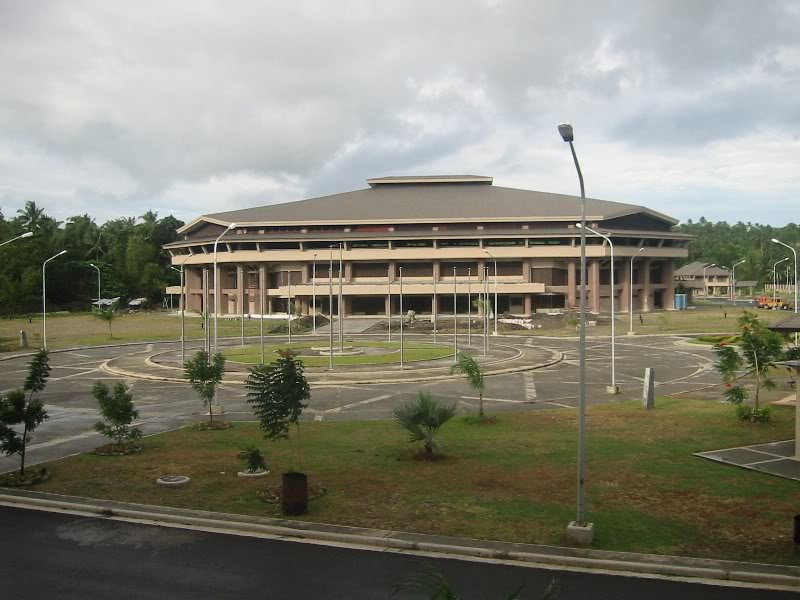
Centre civique

Tubod est divisée en 24 barangays :
- Barakanas
- Baris
- Bualan
- Bulod
- Camp 5
- Candis
- Caniogan
- Dalama
- Kakai Renabor
- Kalilangan
- Licapao
- Malingao
- Palao
- Patudan
- Pigcarangan
- Pinpin
- Poblacion
- Pualas
- San Antonio
- Santo Niño
- Taden
- Tangueguiron
- Taguranao
- Tubaran

## Démographie
| Année | Habitants | Évolution |
| ----- | --------- | --------- |
| 1995  | 41 295    | -         |
| 2000  | 43 067    | 4,29 %    |
| 2007  | 44 095    | 2,39 %    |
| 2010  | 46 332    | 5,07 %    |